# Lekåsa
Lekåsa är kyrkbyn i Lekåsa socken och tidigare småort i Essunga kommun i Västra Götalands län. Lekåsa hade 2000 52 invånare och en yta av 7 hektar, men 2005 hade befolkningen sjunkit under 50 invånare varvid SCB:s klassning som småort upphörde.
I Lekåsa återfinns Lekåsa kyrka.